# Solarussa
Solarussa település Olaszországban, Szardínia régióban, Oristano megyében. Lakosainak száma 2280 fő (2023. január 1.). Solarussa Bauladu, Oristano, Siamaggiore, Simaxis, Tramatza, Zerfaliu és Paulilatino községekkel határos.

## Népesség
A település lakossága az elmúlt években az alábbi módon változott:

| 2018 | 2 400 |
| 2023 | 2 280 |